# Hemelinger Bahnhofstraße
Die Hemelinger Bahnhofstraße ist  eine Straße im Bremer Stadtteil Hemelingen. Sie führt in Nord-Süd-Richtung vom Sebaldsbrücker Bahnhof zur Christernstraße.
Die Querstraßen und Anschlussstraßen wurden benannt als Zum Sebaldsbrücker Bahnhof, Ahlringstraße nach Johann Rulff Ahlringe (1696–1775) und der Familie die hier einen Bauernhof besaßen, Grete-Stein-Straße (2008) nach der Kommunalpolitikerin Grete Stein (1898–1982), Osenbrückstraße nach der 1871 gegründeten Eisengießerei, Maschinenfabrik und Holzhandlung Osenbrück & Co, Brauerstraße nach der Hemelinger Actien Brauerei, An der Silberpräge nach der  Silberfabrik Wilkens & Söhne, Godehardstraße nach Bischof Godehard von Hildesheim (960–1038) und der kath. Kirche St. Godehard von 1900, Diedrich-Wilkens-Straße nach dem Unternehmer Diedrich Wilkens, Brunostraße nach dem Hemelinger  Mühlenbesitzer Brün Ehlers, Hannoversche Straße und Christernstraße nach Hemelingens Bürgermeister Alfred Christern (1856–1929), von 1904 bis 1922 Bürgermeister.

## Geschichte

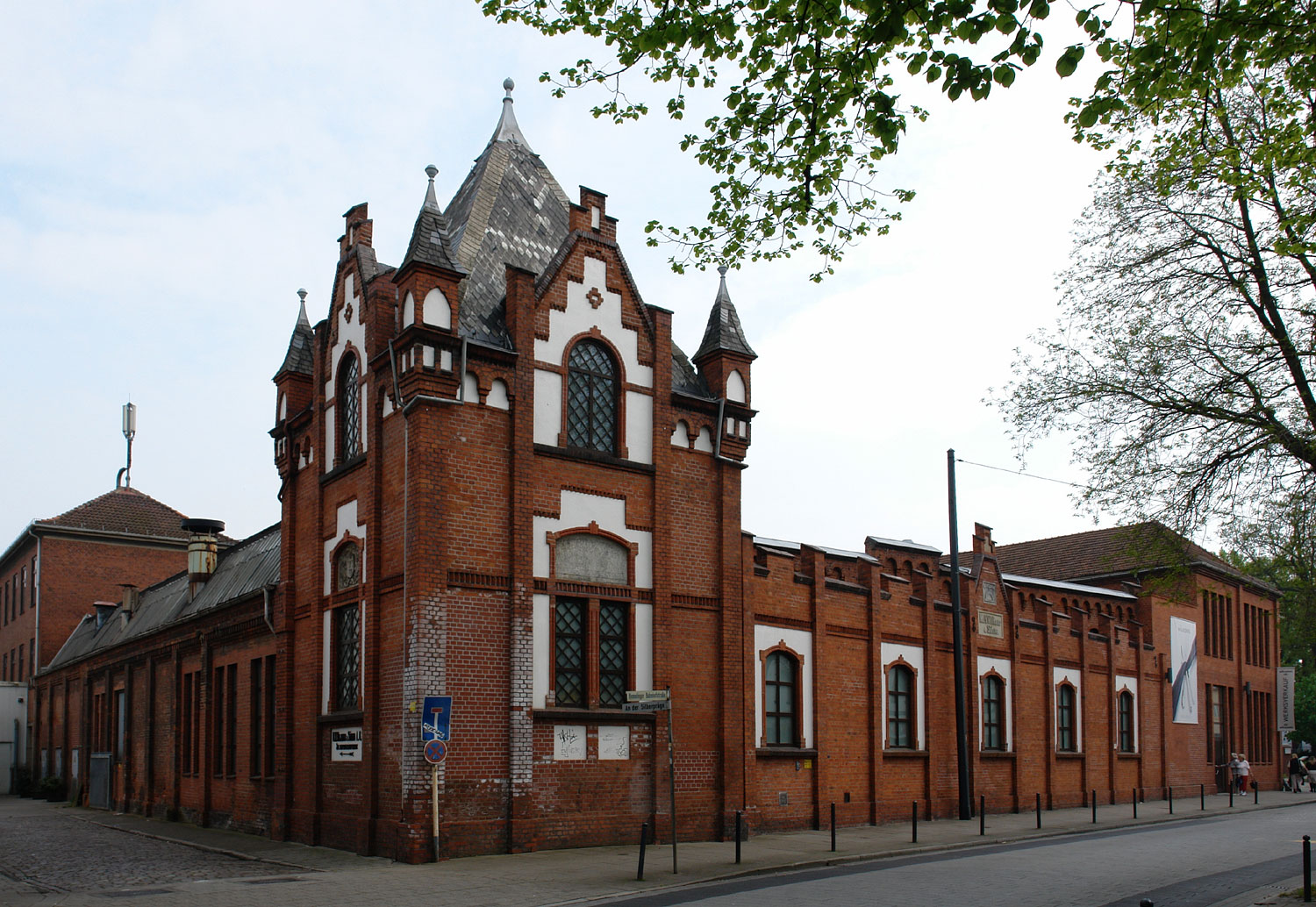
Wilkens & Söhne

### Name
Die Straße erhielt den Namen nach dem Bahnhof von 1873 an der
Bahnstrecke Münster-Wanne-Eickel, die 1870 bis 1874 entstand. Sie hieß vor 1939 Verdener Straße. Als Hemelingen zu Bremen kam, und es dort bereits eine solche Straße gab, wurde sie umbenannt.

### Entwicklung
Hemelingen (Plattdeutsch Hemeln nach der Familie Hemelo) wurde 1238 erstmals erwähnt und kam 1939 von Preußen zu Bremen. Durch die Bahnstrecke Bremen–Hannover von 1847 und der Bahnstrecke Bremen–Ruhrgebiet von 1873/74 fand eine Industrialisierung in Hemelingen statt. Die Silberwarenfabrik M.H. Wilkens & Söhne verlegte 1859 seinen Sitz an diese Straße, um günstiger innerhalb der Grenzen des Zollvereins zu produzieren. Die Hemelinger Actien Brauerei hatte von 1876 bis 1981 hier ihren Sitz. Zwischen Bahnhof und Hemelinger Rathausplatz fand ein rascher städtischer Ausbau statt.
1985 veröffentlichte der Bausenator ein städtebauliches Konzept Zentrum Hemelingen. Erst 1997 wurde der Stadtkern von Hemelingen Sanierungsgebiet. Im Rahmen der Städtebauförderung fand eine Verbesserung der Hemelinger Bahnhofsstraße statt u. a. nach Plänen  der Architektengruppe Lepère und Partner.

### Verkehr
Die Straßenbahn Bremen tangiert den Bereich mit der Linie 2 (Gröpelingen – Domsheide – Sebaldsbrück)
Im Nahverkehr in Bremen verkehren auf der Straße die Buslinien 40/41 (Mahndorf – Arbergen – Föhrenstraße – Weserwehr) und 42 (La-Rochelle-Straße – Bf Hemelingen – Föhrenstraße – Weserwehr).
Vom Bahnhof Sebaldsbrück verkehrt die S-Bahnlinie RS 1 (Farge – Bremen Hbf  – Achim – Verden).

Vom Bahnhof Hemelingen verkehrt die S-Bahnlinie RS 2 (Bremerhaven – Bremen Hbf – Syke – Bassum – Twistringen).

## Gebäude und Anlagen

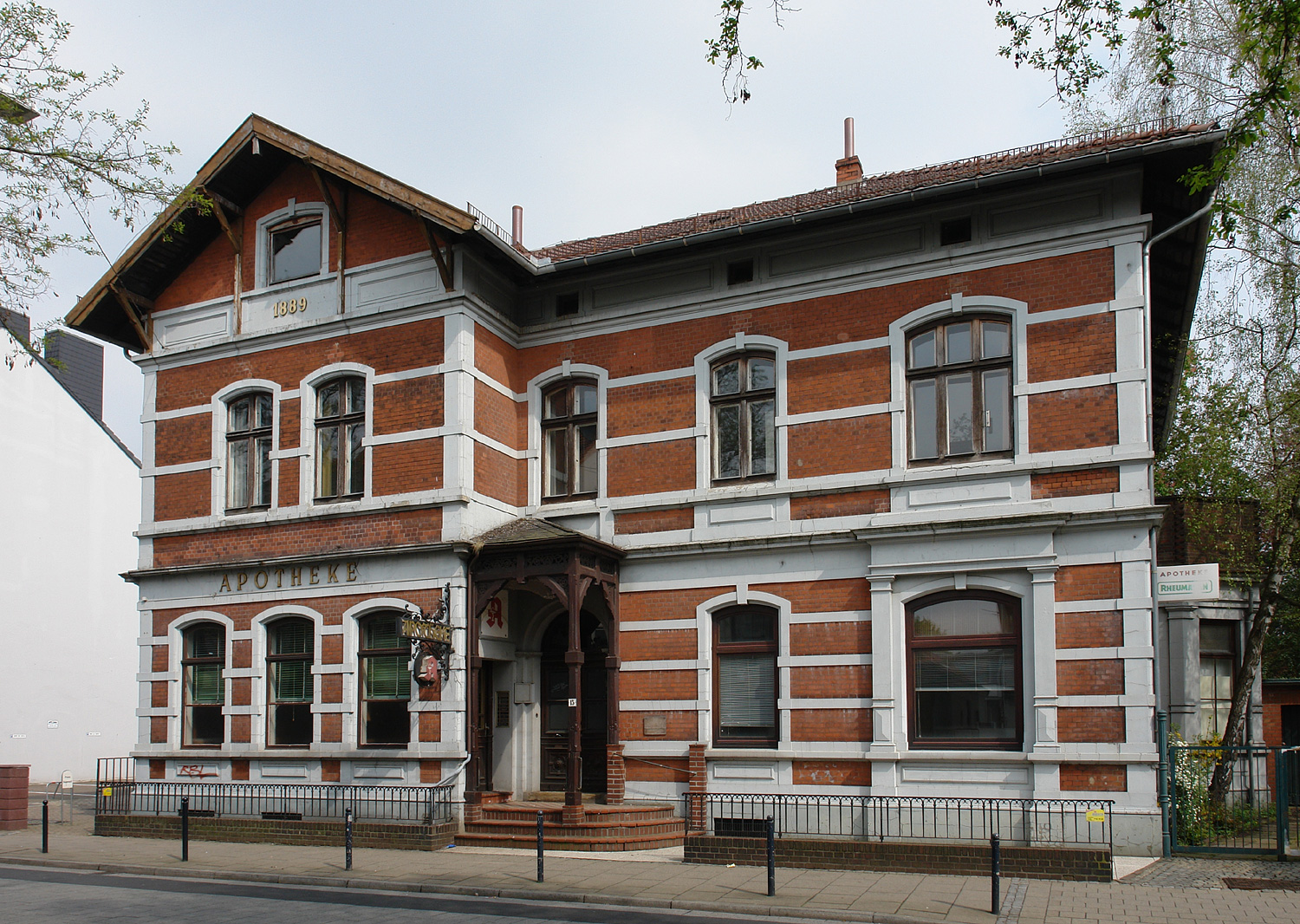
Alte Apotheke

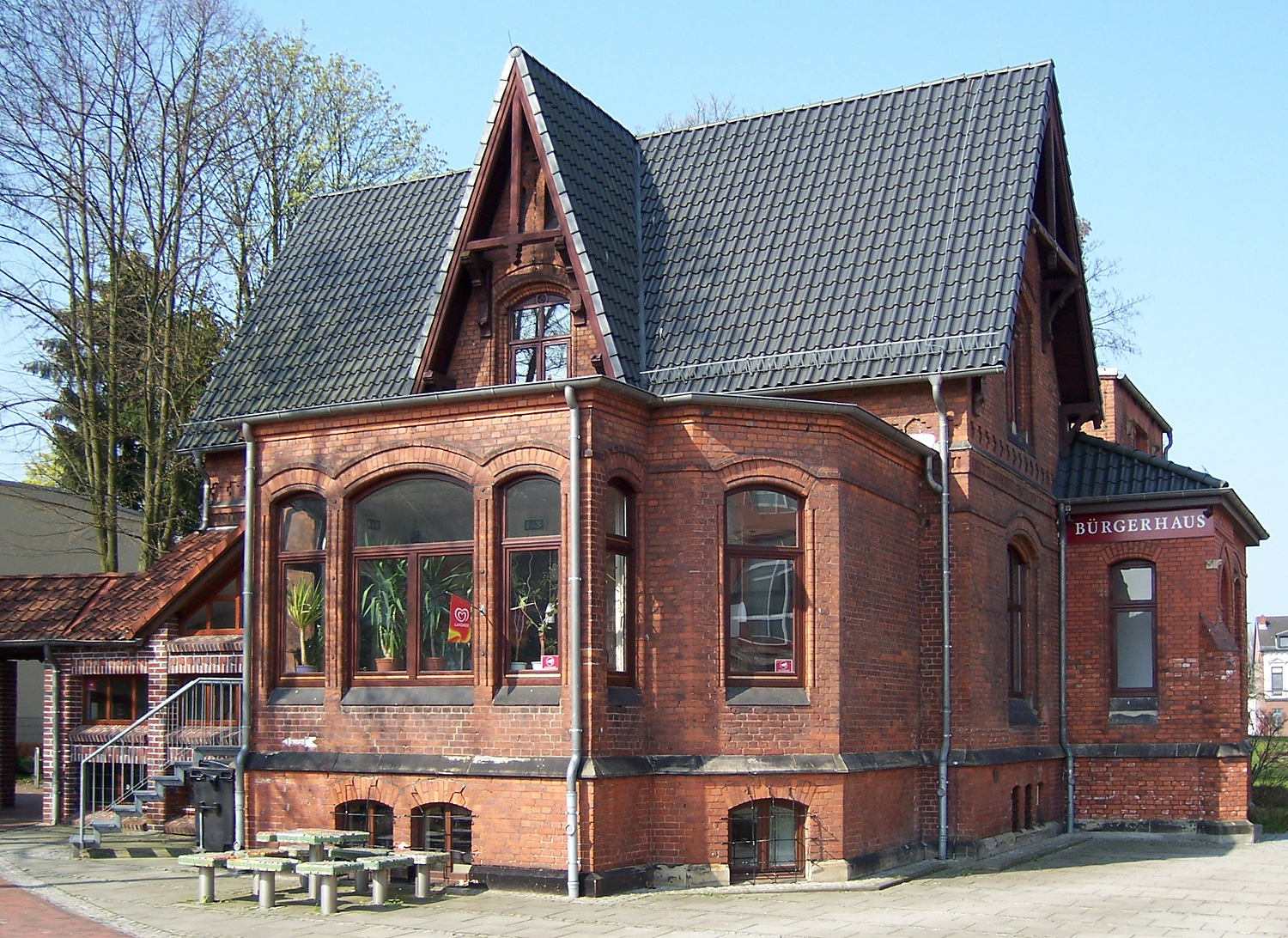
Wohnhaus Familie Wilkens, jetzt Bürgerhaus

An der Straße befinden sich ein- bis dreigeschossige Gebäude.
- Bahnhof von 1873 als zweigeschossiges Ziegelsteinbauwerk.
- Nr. 1: dreigesch. Wohn- und Geschäftshaus von um 1900.
- Nr. 4: zweigesch. verputztes Wohnhaus mit Schweifgiebel von um 1900.
- Nr. 10: Deutsche Post Filiale im Einzelhandel.
- Nr. 13: zweigesch. Neubau mit der Freikirchlichen Baptistengemeinde Bremen.
- Nr. 15: zweigesch., historisierende, Alte Apotheke von 1889 mit Mezzaningeschoss nach Plänen von Reinhard Ahlemann; Baudenkmal[2]
- Nr. 16: zweigesch. Geschäftshaus mit der Hemelinger Apotheke.
- Nr. 17: zweigesch., verputztes und saniertes Bürohaus mit Treppengiebel; Sitz der privaten Fachschule für Sozialpädagogik Bremen (ibs).
- Nr. 24: Gelände der Hemelinger Actien Brauerei von 1876 bis 1981; heute neuere, 3-gesch. Abfüllanlage von Coca-Cola.
- Nr. 26: Bunker mit Wandmalerei (s. u.)
- Nr. 28: zweigesch. Wohnhaus von um 1900.
- Nr. 29: eingesch. Villa Wilkens mit großem Park.
- Nr. 34–42: Parkplatz, darunter der 593 Meter lange Hemelinger Tunnel von 2003.
- Nr. 44: zweigesch. IGMG Quba Moschee Hemelingen / Kuba Camii
- Nr. 56: zweigesch. Wohn- und Geschäftshaus von um 1900.
- An der Silberpräge Nr. 5: Silberwarenfabrik Wilkens & Söhne
- Godehardstraße Nr. 4: zweigesch. Bürgerhaus Hemelingen (seit 1984), früher Wohnhaus der Familie Wilkens.

Denkmale, Brunnen, Gedenktafeln

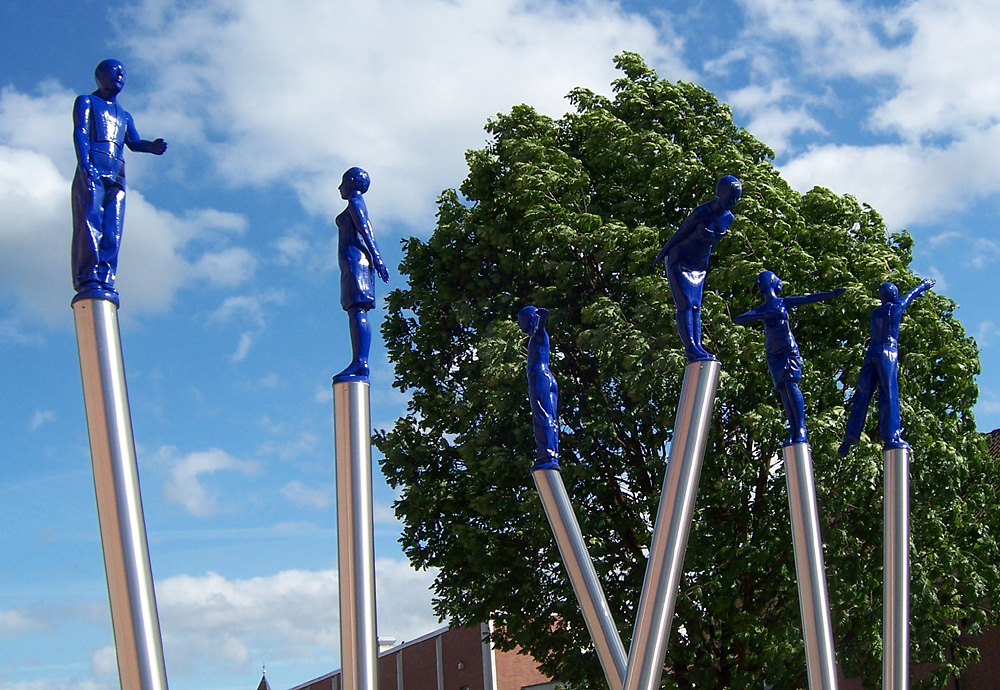
Szenario

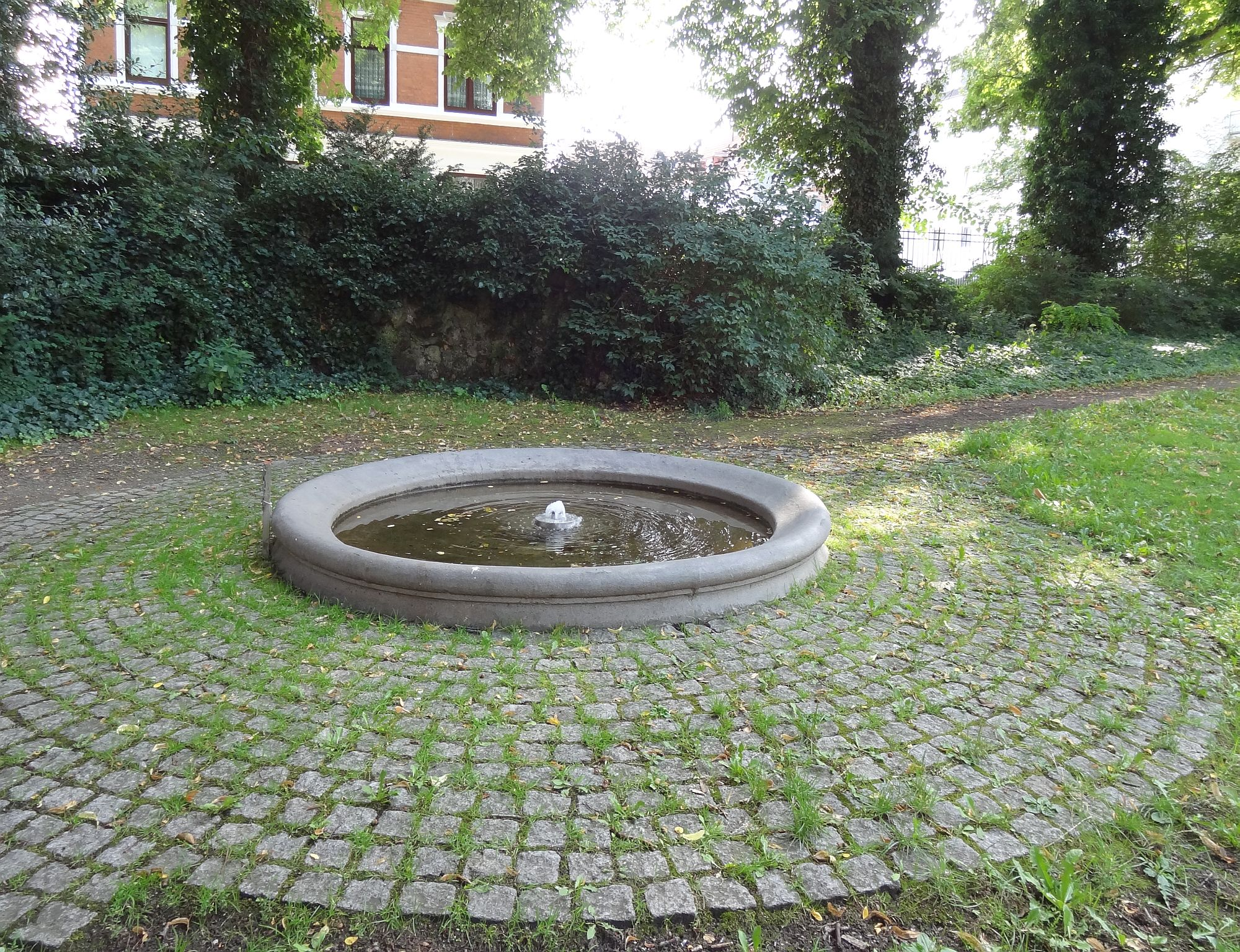
Wilkensbrunnen

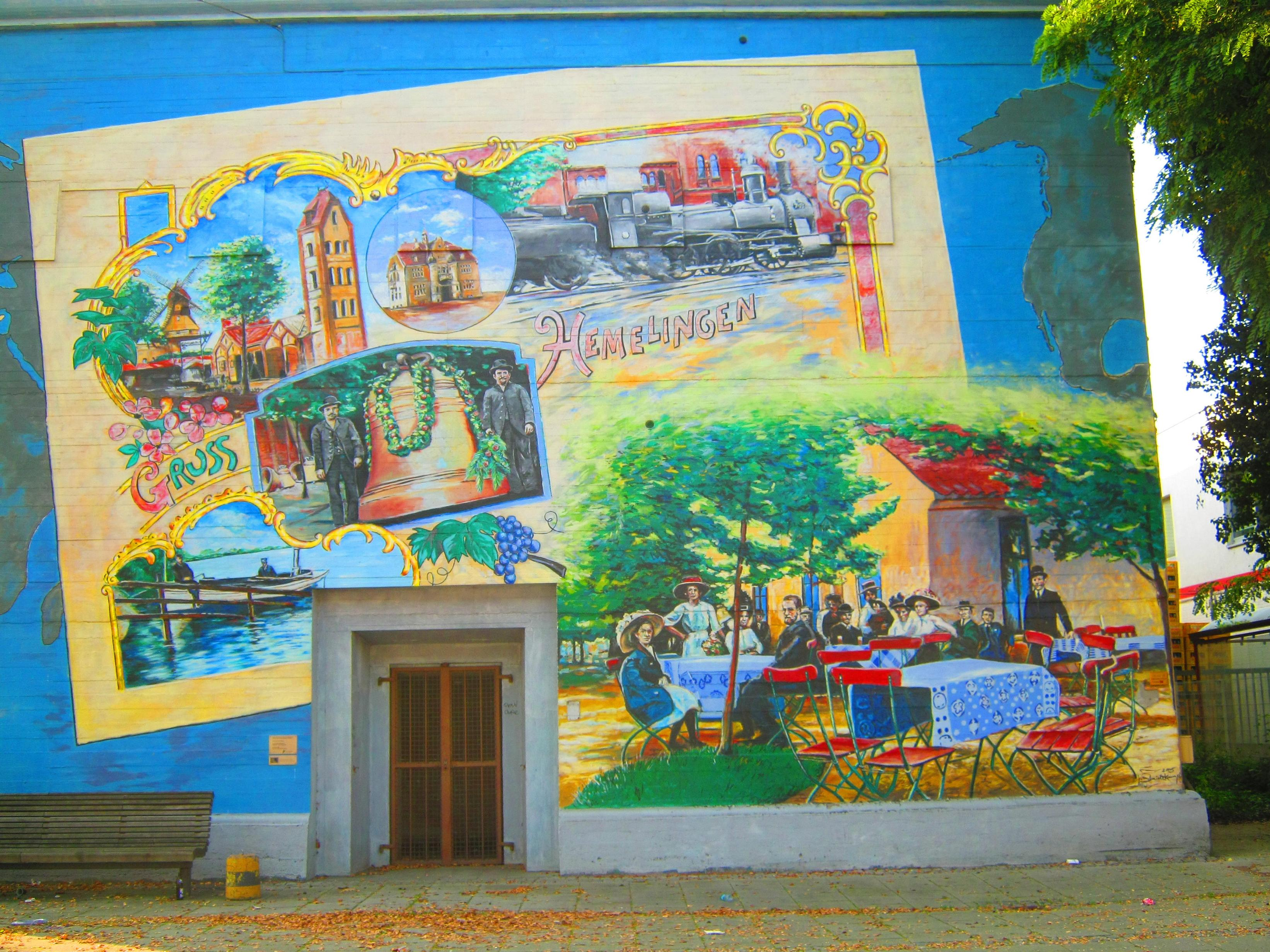
Wandbild Gruß aus Hemelingen

- Skulpturengruppe Szenario von 2007 als sechs blaue Polyesterfiguren auf Edelstahlrohren von Gisela Eufe anlässlich der Neugestaltung des Hemelinger Marktplatzes an der Hemelinger Bahnhofstraße/Ecke Osenbrückstraße.[3]
- Wilkensbrunnen von 2004 aus Stein im Wilkens Park.
- Wandbild Gruß aus Hemelingen von 2005 von Jürgen Schmiedekampf und Jana Przygodzki.
- Stolpersteine für die Opfer des Nationalsozialismus gemäß der Liste der Stolpersteine in Bremen:
  - Nr. 16: für Betty, Rika und Siegfried Fränkel; alle 1941 ermordet in Minsk.